# Agrypon indicum
Agrypon indicum là một loài tò vò trong họ Ichneumonidae.